# Konstantin Possiet
Pour les articles homonymes, voir Possiet et Rossier.
Konstantin Nikolaïevitch Possiet (en russe : Константин Николаевич Посьет), connu en France comme Constantin Possiet de Rossier, né le 21 décembre 1819 (2 janvier 1820 dans le calendrier grégorien) à Pärnu (Estonie), décédé le 26 avril 1899 (8 mai dans le calendrier grégorien) à Saint-Pétersbourg (Russie), est un amiral et homme politique russe. 
Il est notamment membre du Conseil d'État (1874), ministre des Transports et des Communications de 1874 à 1888, membre de l'Académie navale, membre et Président de la Société géographique impériale de Russie, membre d'honneur de l'Académie des Sciences impériale de Russie (1880).

## Biographie
Konstantin Nikolaïevitch Possiet était l'un des descendants de Possiet de Rossier, un noble français chargé par Pierre Ier de Russie de la plantation de vignobles près d'Astrakhan. Il étudia au Corps naval des cadets de Saint-Pétersbourg et il obtint son diplôme avec mention en 1835 et fut promu adjudant. Entre les années 1837 et 1841, il servit dans la Flotte de la mer Baltique et effectua différentes études hydrographiques dans le golfe de Finlande. À son départ pour la Grande-Bretagne, il fut élevé au grade de lieutenant. Il rédigea un ouvrage, Exercitium-Artillerie, publié en 1847. Ce livre décrivait l'utilisation de l'artillerie de marine sur les navires étrangers. Dès la parution de ce livre, le potentiel de l'artillerie sur les bâtiments de guerre augmenta. Lors de la guerre du Caucase, Konstantin Possiet veilla à l'approvisionnement des munitions navales, ce qui permit le débarquement et les batailles au large des côtes du Caucase. En récompense, il reçut la croix du Caucase. Il rédigea un second ouvrage intitulé Armement des navires de guerre, publié en 1849. Cet ouvrage remporta un tel succès qu'il fut réédité en 1851. En 1849, l'Académie des sciences impériale lui décerna le prix Demidov.

Entre 1852 et 1854, Possiet accompagna l'amiral Efim Alexeïevitch Poutiatine lors de son tour du monde à bord de la frégate Pallas (en).

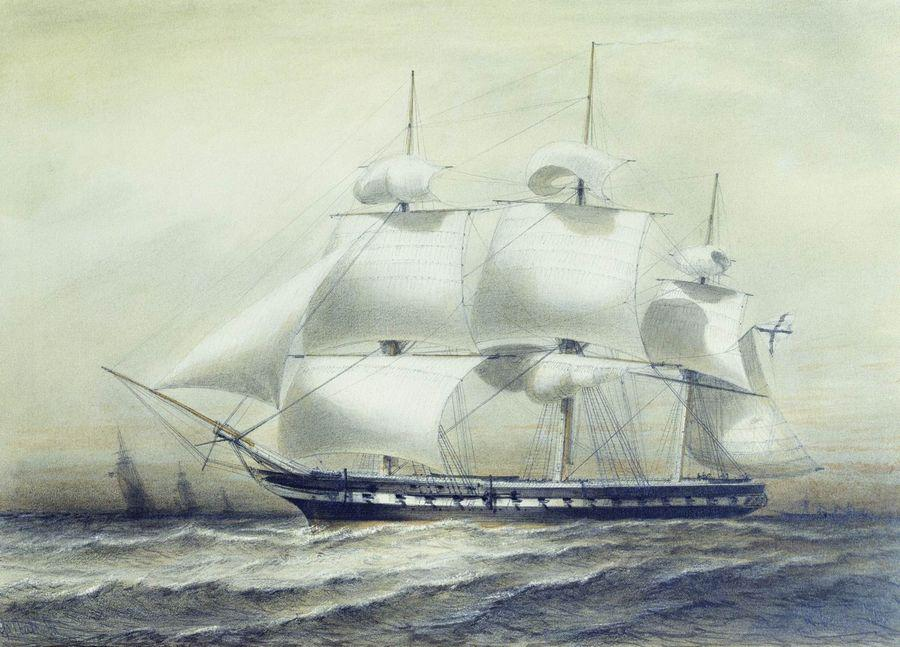
La frégate Pallada.

 L'écrivain Ivan Gontcharov et l'inventeur Alexandre Fiodorovitch Mojaïski (1825-1890) l'accompagnèrent. Konstantin Possiet explora et cartographia la côte nord du Japon, y compris la baie de Possiet, située au sud-ouest du golfe de Pierre-le-Grand. Il effectua des études hydrographiques sur les côtes coréennes. Parlant plusieurs langues étrangères, Possiet apporta une grande contribution lors des négociations entre le Japon et la Russie et procéda à la nouvelle ratification du traité de Shimoda le 7 mai 1875. Avec l'amiral Enomoto Takeaki (1836-1908), il négocia également le traité de Saint-Pétersbourg signé le 7 mai 1875. Ce traité donna à la Russie l'île Sakhaline en échange de la pleine souveraineté japonaise sur les îles Kouriles).
De 1854 à 1855, Possiet servit à bord de la frégate Diana et remplit une nouvelle mission au Japon. 
Le 23 décembre 1854, La frégate Diana est mouillée en baie de Shimoda, au sud de Tokio, quand tout à coup, par une magnifique journée calme et ensoleillée, se produit un violent tremblement de terre, accompagné d’un épouvantable ras de marée. La frégate est détruite, mais son équipage est sauvé. L’amiral Poutiatine lui-même, avec une partie des naufragés, ralliera la baie de Castries sur la goélette Hoeda ou Heda (village du Japon dans la baie de Suruga) construite par lui au Japon.
En 1858, de retour à Saint-Pétersbourg, Possiet fut promu au grade de capitaine (premier rang) et fut invité à superviser l'éducation du grand-duc Alexis Alexandrovitch de Russie destiné à faire carrière dans la Marine. Entre 1858 et 1865, un voyage les conduisit en mer Baltique et au larges des côtes de la Russie. Dans les années 1860, il accompagna le grand-duc dans ses expéditions en Méditerranée et dans l'océan Atlantique. Au cours de leur visite aux États-Unis, Possiet et son élève inspectèrent l'état des chemins de fer américains et les voies navigables intérieures, firent la connaissance de Hamilton Fish (1808-1893) et d'autres personnalités politiques américaines. En 1870, accompagné du grand-duc, Possiet dirigea une expédition en Nouvelle-Zemble. À bord de la frégate Sveltana, ils se rendirent en Amérique, au Canada, à Singapour, en Chine, au Japon et en Sibérie orientale. Au cours de ces différents voyages, le futur général amiral de la Marine impériale de Russie acquit une solide expérience navale.
Entre 1874 et 1888, Possiet occupa les fonctions de ministre des Transports et des communications. Inspiré par son voyage aux États-Unis, il se fixa la tâche d'étendre le réseau des chemins de fer de l'État et d'améliorer le canal Mariinsky, devenu obsolète. Il créa également un système de sauvetage en mer. En 1874, il fut promu amiral. En 1875, il se présenta muni d'une proposition détaillée concernant la construction du chemin de fer Transsibérien, mais ce projet fut reporté en raison de la guerre russo-turque de 1877-1878.
Le mandat de ministre des Transports et des Communications prend fin brusquement lors de l'accident de train de Borki. Le train personnel du tsar déraille près de la Gatchina. Le ministre âgé est remplacé par Hermann von Paucker le 7 novembre 1888. Il est admis au Conseil d'État.
En 1896, Konstantin Possiet milita en faveur de la restauration du drapeau tricolore russe (blanc-bleu-rouge) comme drapeau officiel de la Russie impériale.
Possiet légua sa bibliothèque et ses collections à la Kunstkamera, le premier musée russe créé par Pierre Ier de Russie et situé sur la rive de la Néva, aujourd'hui Universitetskaïa naberejnaïa (Университетская набережная).
Konstantin Nikolaïevitch Possiet décéda le 26 avril 1899 à Saint-Pétersbourg. Il fut inhumé au cimetière de Novodevitchi à Saint-Pétersbourg aux côtés de son épouse et sa sœur.

## Distinctions

### Russes
- Croix du Caucase
- Ordre de Sainte-Anne
- Ordre de Saint-Stanislas
- Ordre de Saint-Vladimir (1re classe)
- Ordre de l'Aigle blanc
- Ordre de Saint-Alexandre Nevski avec diamants
- Ordre de Saint-André

### Étrangères
- Ordre du Soleil Levant (1re classe) (remis personnellement par l'empereur du Japon)

## Lieux portant son nom
- Rue Konstantin Possiet : située à Vladivostok
- Baie de Possiet : située dans la mer du Japon
- Cap Possiet : situé dans la mer de Kara
- Île Possiet : située dans la mer de Barents